# Amidorus obscurus
Amidorus obscurus är en skalbaggsart som beskrevs av Fabricius 1792. Amidorus obscurus ingår i släktet Amidorus och familjen Aphodiidae. Utöver nominatformen finns också underarten A. o. latinus.